# Serguei Rublevski
Serguei Vladímirovitx Rublevski (en rus: Сергей Владимирович Рублевский); (nascut el 15 d'octubre de 1974), és un jugador d'escacs rus, que té el títol de Gran Mestre des de 1994.
Tot i que roman inactiu des de l'octubre de 2019, a la llista d'Elo de la FIDE de l'octubre de 2020, hi tenia un Elo de 2659 punts, cosa que en feia el jugador número 26 de Rússia, i el 108è millor jugador al rànquing mundial. El seu màxim Elo va ser de 2706 punts, a la llista de novembre de 2013 (posició 44 al rànquing mundial).
|  |

## Resultats destacats en competició
El 1991 guanyà el darrer Campionat de la RSFS de Rússia, a Smolensk, i fou tercer Campionat júnior de l'URSS, a Alma-Ata. El 1997 guanyà la 34a edició del Memorial Rubinstein, a Polanica-Zdrój. El mateix any va formar part de l'equip de Rússia que va guanyar la medalla d'or al Campionat del món per equips celebrat a Lucerna. Posteriorment, també ha participat en aquesta competició, sempre representant Rússia, els anys 2001 a Erevan (medalla d'argent, el campió fou Ucraïna), i 2005 a Beerxeba (medalla d'or).
El 2002, va ser convidat a participar en el prestigiós Matx Rússia vs Resta del Món a Moscou, i jugant contra jugadors de l'elit mundial, va puntuar 3/6.
El 2004 va guanyar el prestigiós Aeroflot Open, i va participar en la fase eliminatòria del Campionat del món de la FIDE de 2004, però va perdre en el matx de tercera ronda, i fou eliminat, contra Zdenko Kozul.
El 2005 va esdevenir, de manera brillant i inesperada, campió del 58è Campionat de Rússia, celebrat a Moscou entre el 18 i el 30 de desembre. A la Superfinal del campionat, hi quedà primer amb un punt sencer d'avantatge respecte de Dmitri Iakovenko i d'Aleksandr Morozévitx.
També a finals de 2005, va participar en la Copa del món de 2005 a Khanti-Mansisk, on va tenir una molt bona actuació i hi finalitzà entre els 10 primers, cosa que el classificà per al cicle del Campionat del món de 2007, que es disputà entre maig-juny de 2007, i on hi derrotà Ruslan Ponomariov 3½-2½ en primera ronda, però fou eliminat en la segona per Aleksandr Grisxuk, en un matx que empataren 3-3, però en què en Grisxuk va guanyar el desempat a partides ràpides per 2½-½.
L'octubre de 2007 va guanyar la Copa d'Europa de clubs d'escacs, formant part del club Linex Magic de Mèrida,

## Estil de joc

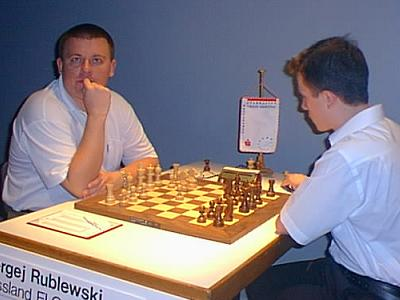
Rublevski (esquerra), contra Arkadij Naiditsch, al Dortmund Sparkassen de 2004.

El GM Nigel Short ha dit de Rublevski: "No és un jugador sexi. N'hi ha de més joves i de més agraciats al voltant i ell ho sap. No obstant això, té més astúcia que no pas els novells. No s'involucra amb els adolescents en discussions teòriques extremes sobre la teoria d'obertures, ni vol posar a prova la seva memòria malalta contra la frescor de les anàlisis assistides per ordinador dels seus rivals. En canvi, intenta dirigir-se cap a llocs una mica fora del comú - no exactament a la selva, però sí a corriols menys transitats, on la seva experiència compta". El GM Aleksandr Morozévitx ha dit: "... el meu repertori d'obertures no és tan 'estrany' com ara, per exemple, el de Rublevski."

### Repertori d'obertures
Amb blanques, en Rublevski juga 1.e4 pràcticament sempre.
Contra 1...e5, que és la principal defensa, tot i que no l'exclusiva, del Campió del món Anand, en Rublevski juga l'escocesa. Contra 1...c5, normalment juga sicilianes obertes, tot i que disposa d'un repertori de línies no obertes que també adopta de tant en tant: 1.e4 c5 2.Cf3 d6 3.Ab5+ o també 1.e4 c5 2.Cf3 e6 3.c4. Contra la francesa i la Caro-Kann, juga 2.d4 seguit de 3.Cd2.
Amb negres, respon a 1.e4 amb sicilianes Kan/Paulsen/Taimanov; contra 1.d4 generalment juga el gambit de dama acceptat, i ocasionalment l'eslava.

## Partides notables
- Sergei Rublevsky vs Garry Kasparov, 20th European Club Cup 2004, Sicilian Defense: Nyezhmetdinov-Rossolimo Attack (B30), 1-0
- Sergei Rublevsky vs Alexey Dreev, Russian Championship Superfinal 2005, Sicilian Defense: Nyezhmetdinov-Rossolimo Attack (B30), 1-0
- Sergei Rublevsky vs Pentala Harikrishna, Aerosvit GM Tournament 2006, Sicilian Defense: Canal Attack (B51), 1-0
- Sergei Rublevsky vs Ruslan Ponomariov, Candidates Match: Ponomariov-Rublevsky 2007, Caro-Kann Defense: Bronstein-Larsen Variation (B16), 1/2-1/2